# ظاهر العمر
ظاهر بن عمر زید معروف به ظاهر عمر (زاده: ۱۶۸۹ الجلیل درگذشت: ۱۷۷۵ عکا) یکی از حاکمان مسلمان فلسطینی در دوره حکومت عثمانیان در فلسطین بود.

## زندگی
ظاهر در سال ۱۶۸۹ در روستایی به نام عرابه در الجلیل واقع در شمال فلسطین چشم به جهان گشود. او از همان دوران کودکی آروزی ایجاد حکومتی مستقل در فلسطین را در سر داشت. او در سال ۱۷۲۱ در پی امتناع از پرداخت مالیات مردم روستای بعنه به مأموران مالیات و حکام عثمانی با حکومت مرکزی درگیر شد و توانست بر بخش‌هایی از شمال فلسطین و الجلیل حکومت خود را دایر کند. پس از اخراج و عزل حاکم ترک، سریعاً وفاداری خود را به فرماندار صیدا اعلام کرد و وی به عنوان والی طبریه و مناطق تحت تصرف خود منصوب گشت و به همراه خانواده خود به شهر طبریه نقل مکان نمود. وی توانست قدرت را از دست مسیحیان دروزی خارج کرده و با کمک وزیر خود ابراهیم صباغ پای تجار اروپایی به تجارت سرزمین فلسطین را باز کند و رونق ببخشد. او با انحصاری کردن بعضی کالاها و محصولات مهم و ارزشمند و وضع مالیات، ثروت بدست آمده را صرف توسعه و آبادانی بیشتر فلسطین کرد.